# Roccanolfi
Roccanolfi è una frazione del comune di Preci in provincia di Perugia, posta ad un'altezza di 775 m s.l.m. e ad una distanza dalla sede comunale di 2,8 km in linea d'aria e 4 km su strada. È abitata da 35 persone (dati Istat, 2001).

## Storia e descrizione
Si tratta di un tipico castello di pendio di origini longobarde e rinnovato nel XIII secolo, arroccato in posizione di rilievo su un colle nella valle Oblita, così denominata per il suo isolamento. Per tale posizione Roccanolfi ebbe nella storia un ruolo di controllo importante sulla valle stessa. I signori feudali erano gli Arnolfi, che nel XIV secolo, all'affievolirsi del loro potere di controllo, diedero agli abitanti la facoltà di costituirsi in corporazioni e in comunità e di appodiarsi a Norcia.
Il castello venne ricostruito pressoché completamente da Norcia nel 1460 un po' più in alto, in posizione più vicina alla torre più in alto, a scopo di protezione e difesa.
Nel paese sono presenti tre quartieri corrispondenti alle tre porte di accesso: il Serrone, il Verone e il Catagnone.
Della antica costruzione, circondata da mura e fossato, rimangono le due torri a sezione quadrata (la Torre della Regina è quella posta in alto) e la porta della cinta muraria; molte abitazioni hanno ancora le porte incise e le travi quattro-cinquecentesche.
Nel 1527 fu saccheggiato dal condottiero Sciarra Colonna, durante le sue scorrerie in Umbria dopo la resa di papa Clemente VII.
La chiesa di Sant'Andrea è un monumento molto importante: con l'abside in stile romanico, conteneva un'antica immagine del santo, di cui però si sono perse le tracce. Vi sono anche la parrocchiale di Sant'Antonio da Padova (XV secolo) e di San Rocco (XVI secolo). A breve distanza sorge l'edificio della Madonna della Croce, in stile rinascimentale, che conserva una pittura su tavola della "Madonna con il Bambino". A poca distanza da Roccanolfi, sulla strada per Montaglioni e Poggio di Croce, si trova la piccola chiesa della Madonna della Cona.

## Galleria d'immagini

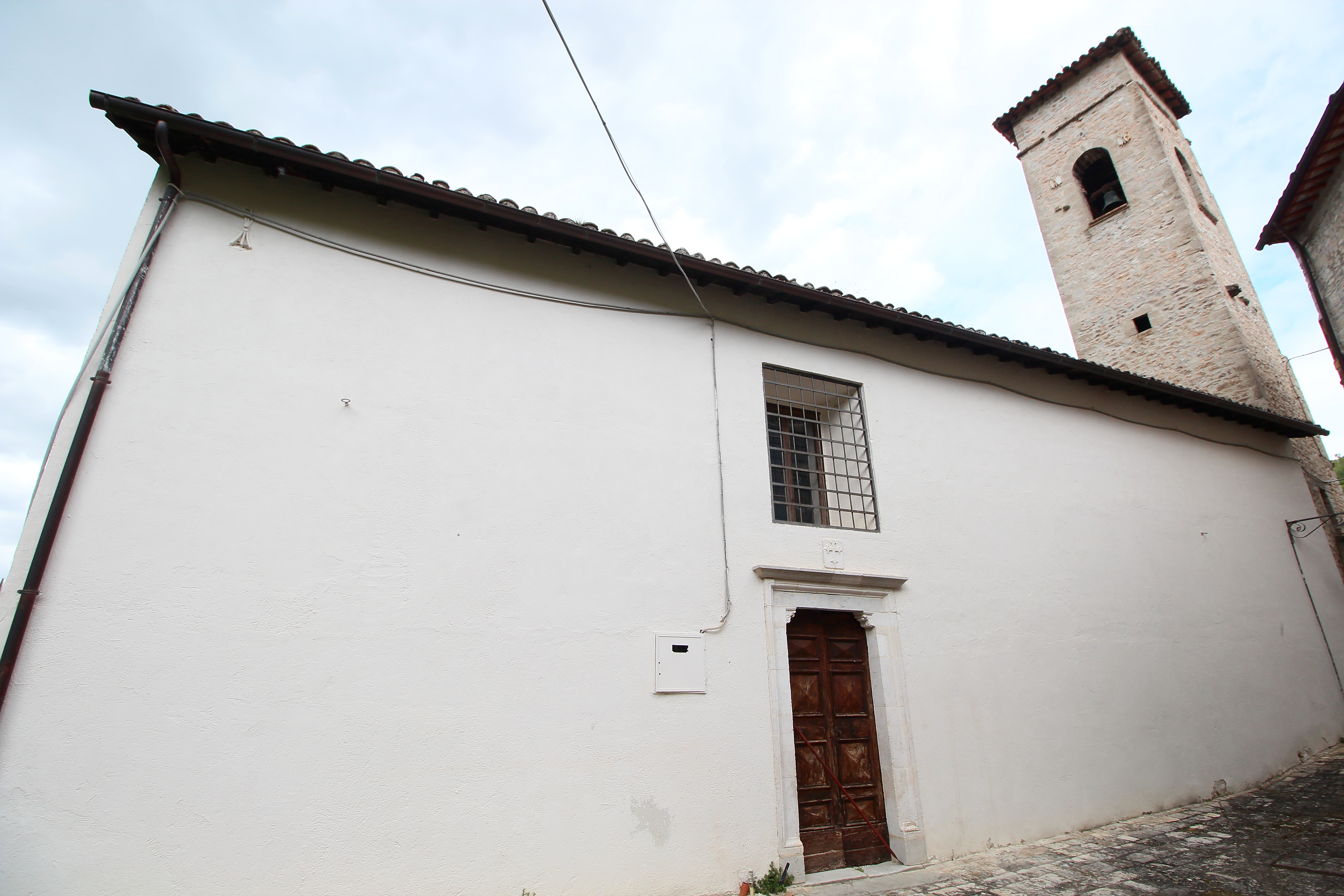
La chiesa di Sant'Andrea
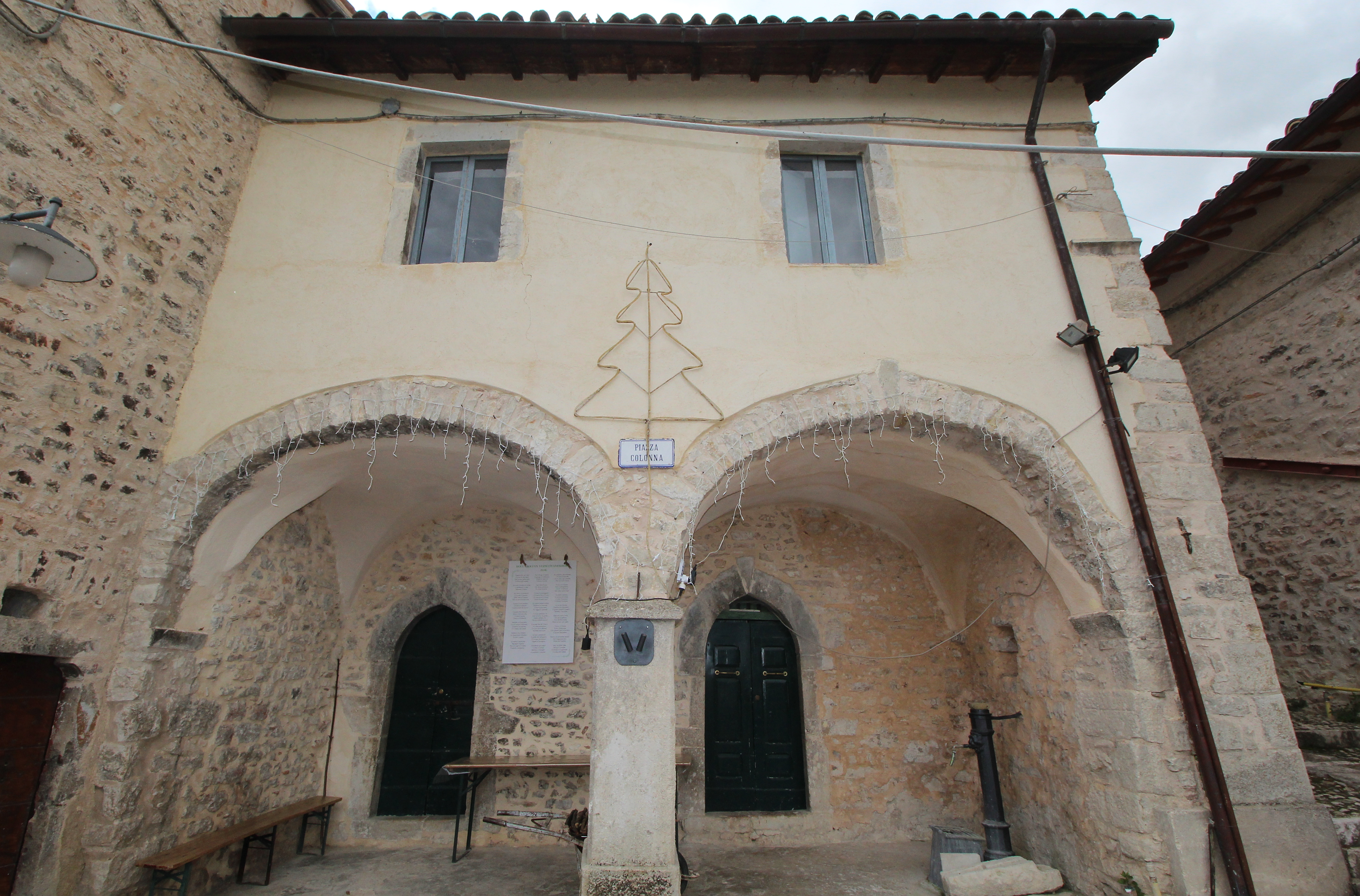
Piazza Colonna
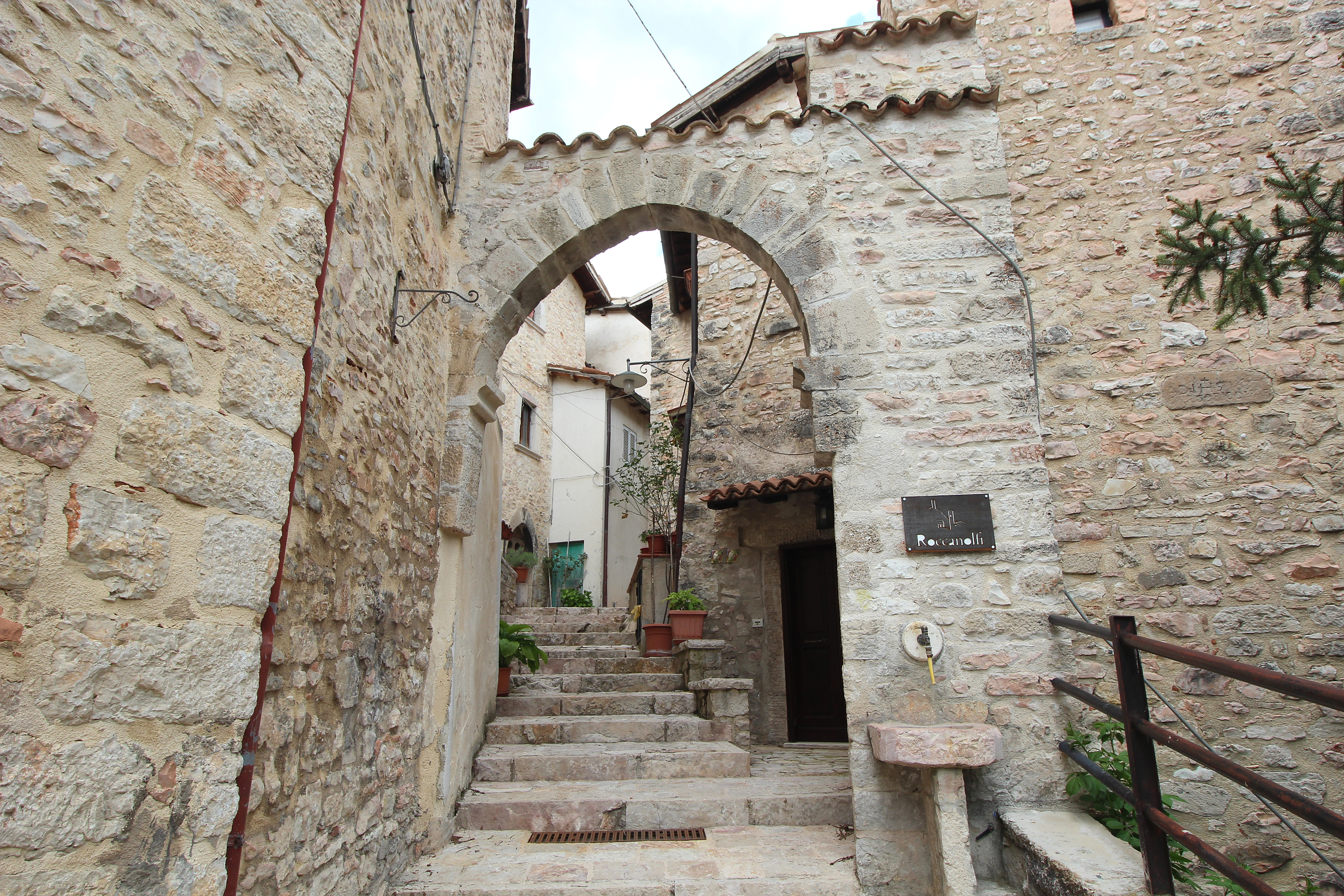
la porta d'ingresso al borgo